# 坎伯蘭 (喬治亞州)
坎伯蘭（英語：Cumberland）是位於美國喬治亞州科布縣的一個非建制地區。該地的面積和人口皆未知。

## 地理
坎伯蘭的座標為33°53′07″N 84°28′39″W / 33.88528°N 84.47750°W，而該地的平均海拔高度為225米（即738英尺）。